# Јеремија Вишњовјецки
Кнез Јеремија Вишњовјецки (1612—1651) био је истакнути војсковођа Пољско-литванске уније и отац пољског краља Михаила Вишњовјецког (1669—1673).

## Биографија
Рођен 1612. у православној кнежевској породици у Малој Русији (данашња Украјина), кнез Јеремија је 30-их година 17. века био последњи православни великаш у претежно католичкој Пољско-литванској унији. Када је под утицајем језуитских учитеља примио католичку веру, православље је у Украјини постало вера сиромаха — већином кметова и козака. Јеремија је од оца, кнеза Михала Вишњовјецког, наследио велико имање са око 4.500 кметова на источној обали Дњепра: безобзирним присвајањем имања ситне (православне) властеле и слободне козачке земље, кнез Јеремија је до 1648. присвојио читаву леву обалу Дњепра са око 230.000 кметова. На својим поседима управљао је независно од краљевских чиновника, ослањајући се на приватну војску од преко 4.000 најамника, и самостално је ратовао против Татара и околних пољских великаша.
Његов успон прекинуо је устанак козака и кметова под вођством Богдана Хмељницког 1648. После катастрофалних пољских пораза у биткама код Жуте Воде и код Корсуња, кнез Јеремија је са својом приватном војском неколико месеци сам задржавао устанике у Украјини, потукавши их у неколико мањих битака и погубивши на хиљаде заробљеника. После неуспелих преговора и новог пораза главнине пољске војске код Пилаваца, кнез је у пролеће 1649. пуних 40 дана задржавао устанике у опсади Збаража, омогућивши краљу Јану Казимиру да прикупи војску и сукоби се са Хмељницким код Зборива. За ратне заслуге добио је од краља звање региментара и привременог великог хетмана, и играо је одлучујућу улогу у пољској победи под Берестечком 1651, али је месец дана касније умро на походу — вероватно од дизентерије, иако су савременици сумњали на тровање. Иако је козачки устанак завршен коначним пољским поразом и припајањем Украјине Русији (1654) и губитком поседа Вишњовјецких, кнез је стекао толику популарност међу властелом у Пољској, да је његов син изабран за пољског краља као Михаило I (1669—1673).

## Каснија популарност
Јеремија Вишњовјецки је један од главних јунака историјског романа Огњем и Мачем, пољског нобеловца Хенрика Сјенкјевича, који је екранизован 2000. године у режији пољског редитеља Јержија Хофмана.